# Hilara interrupta
Hilara interrupta är en tvåvingeart som först beskrevs av Macquart 1823.  Hilara interrupta ingår i släktet Hilara och familjen dansflugor.
Artens utbredningsområde är Frankrike. Inga underarter finns listade i Catalogue of Life.